# Cal Casas
Cal Casas era una antiga colònia tèxtil del municipi de Puig-reig, pràcticament agregada al nucli urbà, que es va crear en diferents en diferents etapes des del 1869 i va tancar les portes el 1968.

## Història
El seu origen es troba en un vell molí fariner del comú, inclòs en la desamortització de Madoz (1855) i venut en subhasta pública el 1860 al terratinent Miquel Vilanova, amo de Serra de Cap de Costa i uns dels propietaris més importants de la zona. L'any següent, va vendre un terreny entre el molí i el Llobregat al fabricant de Sallent Llorenç Claret i Sorribes, en nom de la societat Claret, Pla i Cia, formada pel mateix Claret i Josep Pla i Bonet. El 1869 van arribar a un acord per a construir-hi una filatura de cotó moguda per la força hidràulica, i els socis Claret i Pla hi aportaren cadascú 12.000 duros i la societat Llorenç Pons, Mata i Cia, encarregada de la comercialització dels productes a Barcelona, 24.000 duros. Tanmateix, la construcció de la fàbrica es va retardar alguns anys, i el 1871 van obtenir el permís. El 1878, es va constituir una nova societat per un període de 20 anys, els principals accionistes de la qual eren Llorenç Pons i Clerch (54 %), Josep Pla i Bonet (36 %) i Llorenç Mata i Pons (10 %), a més de Josep Claret i Pujol i els seus germans. El 1885, aquests abandonaren el negoci i la societat es transformà en Manuel Pla i Cia, que durant durant uns anys llogà una part de les naus a Francesc Roca i a Modest Soldevila.
En els seus inicis, les condicions laborals eren molt dures. Els treballadors havien de suportar una jornada laboral de 12 o més hores diàries, 6 dies a la setmana, dins una fàbrica plena de perills, soroll i incomoditats. Per tal d'aconseguir unes condicions laborals més dignes, l'estiu del 1881, els obrers es declararen en vaga durant setze setmanes. El 1888, la societat Josep Casas i Cia va demanar permís a l'Ajuntament de Puig-reig per a construir 18 habitatges per als treballadors al peu de la carretera de Berga, que serien coneguts popularment com a carrer de Cal Casas, nom que s'estengué també a la fàbrica, formant així una petita colònia, aleshores prou separada del poble.
El 1891, la societat Manuel Pla i Cia va passar a ser controlada per Llorenç Mata i Pons, i el 1900, les va declarar en liquidació. L'any següent, Mata i Pons, com a titular de la raó social Fàbrica Mata i Pons, comprà la fàbrica de Cal Casas, amb els terrenys, la resclosa, el rec i els habitatges dels treballadors. Era un dels comerciants en cotó més importants de Catalunya, i tenia a més la fàbrica del Malpas de Sallent, que filava i teixia cotó; la fabrica del Mar a Vilanova i la Geltrú; l'antiga fàbrica de Josep Ferrer i Vidal, que filava i teixia; una altra filatura a Mataró, i la d'Alguaire-La Mata de Pinyana (Segrià), de filats i teixits. Tot aquest patrimoni industrial quedaria agrupat el 1910 a la societat anònima Fàbriques de Llorenç Mata i Pons, amb un capital de 10 milions de pessetes, que es mantingué fins al 1977, quan s'integrà a CASALA, SA, administrada per Joan Josep Mata Coll.
La nit del 29 al 20 d'octubre del 1908, la fàbrica de Puig-reig va patir un incendi, coincidint amb la vista d'Alfons XIII a Cal Pons. De la fabrica (planta baixa, dos pisos i golfes) només en van quedar les quatre parets. Tanmateix, restà intata la torre del muntacàrregues i la xemeneia de la màquina de vapor, així com també la casa del director. Aviat van començar les obres de reconstrucció, i la nova fàbrica aprofità l'edifici original, tot i que fou ampliada amb la construcció de diferents naus pel sector de migdia i de tramuntana.
Llorenç Mata i Pons morí el 1911 a la seva finca de la Tamarita, i fou succeït al capdavant de l'empresa pel seu nebot Alfred Mata i Julià, mentre que Josep Maria i Julià es va càrrec del negoci d'importació i representació. El 1925 es va inaugurar l'edifici de l'escola, fundada per Alfred Mata i Julià, i que esdevingué un equipament bàsic per al conjunt d'habitants de Puig-reig. El 1926 s'inaugurava, encara amb les obres inacabades, l'Hospital de Pobres de Sant Josep.
Cal Casas va tancar el 1968, i la resta de fàbriques del grup el 1979. Els habitatges dels treballadors es posaren a la venda i els seus residents van poder adquirir-los a un preu assequible.

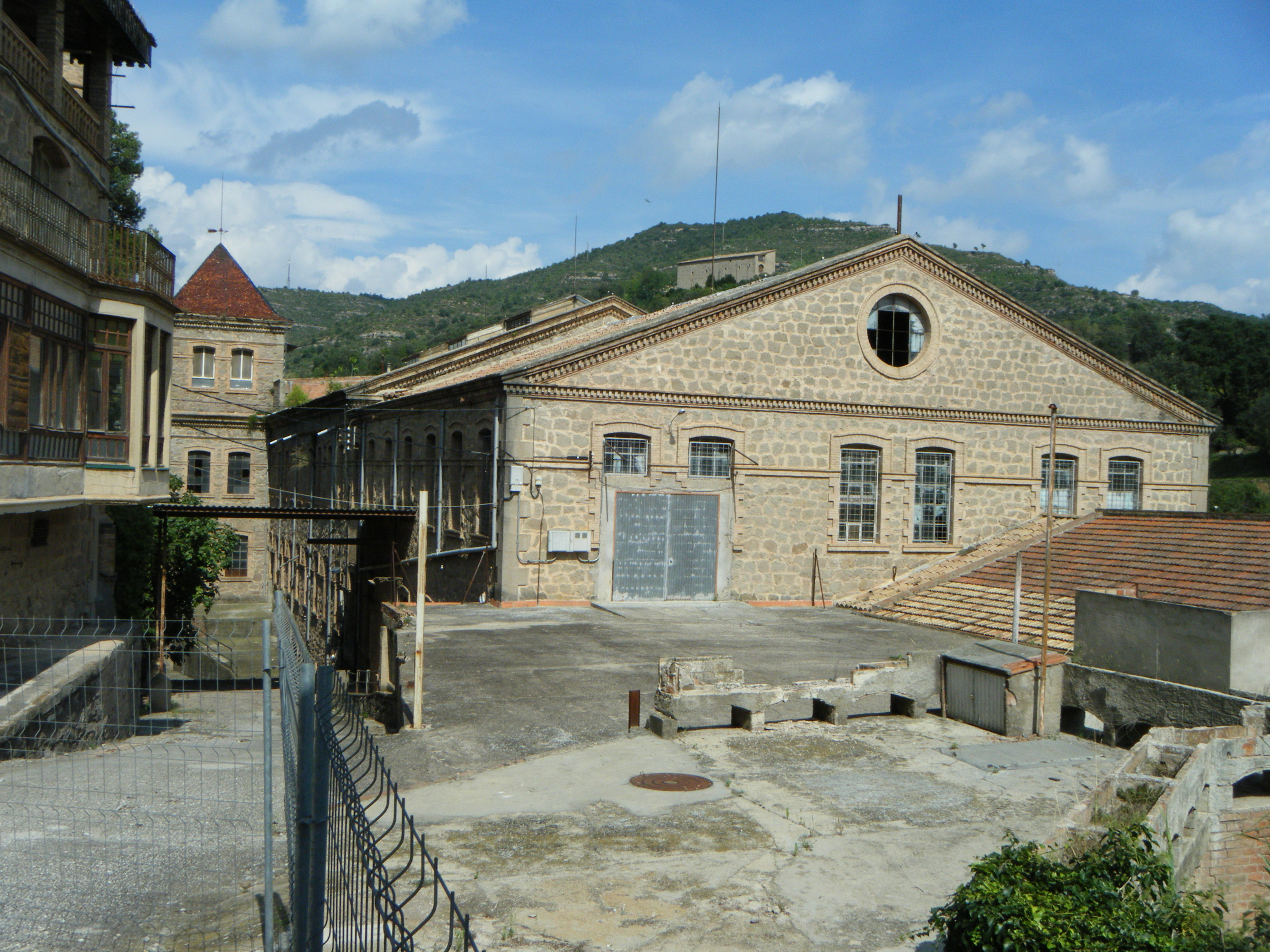
Carrer de Cal Casas

## Descripció
La colònia estava formada pels elements propis d'un colònia tèxtil: la fàbrica, amb la resclosa i el canal; la torre de l'amo i els blocs d'habitatges per als treballadors. Ara bé, no va arribar a incorporar els serveis que es podien trobar en colònies veïnes a causa de la proximitat amb el nucli urbà de Puig-reig, que ja els podia proporcionar.
La fàbrica és un edifici d'estructura massissa, de gruixuts murs construïda en pedra per l'alçada de la planta baixa i la planta primera, i ceràmica per al segons pis. Les finestres a cada planta són disposades en files a intervals regulars i alineades, resoltes totes amb arc rebaixat de material ceràmic.
El bloc d'habitatges formen un grup homogeni de divuit pisos agrupats en quatre escales i tres plantes, alineats al carrer del Llobregat. Construïts amb pedra del mateix tipus amb què es va construir la fàbrica. Les obertures de portes i finestres són emmarcades amb maó vist.